# Sataspes leyteana
Sataspes leyteana là một loài bướm đêm thuộc họ Sphingidae. Nó được tìm thấy ở Philippines.